# Vuelta a España 2008
La Vuelta a España 2008, sessantatreesima edizione corsa, si svolse in ventuno tappe dal 30 agosto al 21 settembre 2008, per un percorso di 3 133,8 km. Fu vinta dallo spagnolo Alberto Contador, che terminò in 80h40'08".

## Tappe
| Tappa  | Data         | Percorso                                                             | km     | Vincitore di tappa  | Leader cl. generale |
| ------ | ------------ | -------------------------------------------------------------------- | ------ | ------------------- | ------------------- |
| 1ª     | 30 agosto    | Granada > Granada (cron. a squadre)                                  | 7,7    | Liquigas            | Filippo Pozzato     |
| 2ª     | 31 agosto    | Granada > Jaén                                                       | 167,3  | Alejandro Valverde  | Alejandro Valverde  |
| 3ª     | 1º settembre | Jaén > Cordova                                                       | 168,6  | Tom Boonen          | Daniele Bennati     |
| 4ª     | 2 settembre  | Cordova > Puertollano                                                | 170,3  | Daniele Bennati     | Daniele Bennati     |
| 5ª     | 3 settembre  | Ciudad Real > Ciudad Real (cron. individuale)                        | 42,5   | Levi Leipheimer     | Levi Leipheimer     |
| 6ª     | 4 settembre  | Ciudad Real > Toledo                                                 | 150,1  | Paolo Bettini       | Sylvain Chavanel    |
|        | 5 settembre  | giorno di riposo                                                     |        |                     |                     |
| 7ª     | 6 settembre  | Barbastro > Andorra (AND)                                            | 223,2  | Alessandro Ballan   | Alessandro Ballan   |
| 8ª     | 7 settembre  | Andorra (AND) > Salardù/Naut Aran/Pla de Beret                       | 151    | David Moncoutié     | Levi Leipheimer     |
| 9ª     | 8 settembre  | Vielha e Mijaran > Sabiñánigo                                        | 200,8  | Greg Van Avermaet   | Egoi Martínez       |
| 10ª    | 9 settembre  | Sabiñánigo > Saragozza                                               | 151,3  | Sébastien Hinault   | Egoi Martínez       |
| 11ª    | 10 settembre | Calahorra > Burgos                                                   | 178    | Óscar Freire        | Egoi Martínez       |
| 12ª    | 11 settembre | Burgos > Suances                                                     | 186,4  | Paolo Bettini       | Egoi Martínez       |
|        | 12 settembre | giorno di riposo                                                     |        |                     |                     |
| 13ª    | 13 settembre | San Vicente de la Barquera > Alto de El Angliru                      | 209,5  | Alberto Contador    | Alberto Contador    |
| 14ª    | 14 settembre | Oviedo > Estación de Esquí Fuentes de Invierno                       | 158,4  | Alberto Contador    | Alberto Contador    |
| 15ª    | 15 settembre | Cudillero > Ponferrada                                               | 202    | David García Dapena | Alberto Contador    |
| 16ª    | 16 settembre | Ponferrada > Zamora                                                  | 186,3  | Tom Boonen          | Alberto Contador    |
| 17ª    | 17 settembre | Zamora > Valladolid                                                  | 148,2  | Wouter Weylandt     | Alberto Contador    |
| 18ª    | 18 settembre | Valladolid > Las Rozas                                               | 167,4  | Imanol Erviti       | Alberto Contador    |
| 19ª    | 19 settembre | Las Rozas > Segovia                                                  | 145,5  | David Arroyo        | Alberto Contador    |
| 20ª    | 20 settembre | La Granja de San Ildefonso > Alto de Navacerrada (cron. individuale) | 17,1   | Levi Leipheimer     | Alberto Contador    |
| 21ª    | 21 settembre | San Sebastián de los Reyes > Madrid                                  | 102,2  | Matti Breschel      | Alberto Contador    |
| Totale | Totale       | Totale                                                               | 3133,8 |                     |                     |

## Squadre e corridori partecipanti
La squadra spagnola Scott-American Beef (nota in precedenza come Saunier Duval-Scott) è stata esclusa a causa della positività di Riccardo Riccò al Tour de France 2008. Il Team Columbia non ha partecipato alla gara pur facendo parte del circuito UCI ProTour. Le 19 squadre al via della competizione furono:
| N.    | Cod. | Squadra                          |
| ----- | ---- | -------------------------------- |
| 1-9   | CSC  | Team CSC-Saxo Bank               |
| 11-19 | ALM  | AG2R La Mondiale                 |
| 21-29 | ACA  | Andalucía-Cajasur                |
| 31-39 | AST  | Astana                           |
| 41-49 | BTL  | Bouygues Télécom                 |
| 51-59 | GCE  | Caisse d'Épargne                 |
| 61-69 | COF  | Cofidis, le Crédit par Téléphone |
| 71-79 | C.A  | Crédit Agricole                  |
| 81-89 | EUS  | Euskaltel-Euskadi                |
| 91-99 | FDJ  | Française des Jeux               |

| N.      | Cod. | Squadra                |
| ------- | ---- | ---------------------- |
| 101-109 | GST  | Gerolsteiner           |
| 111-119 | KGZ  | Xacobeo Galicia        |
| 121-129 | LAM  | Lampre                 |
| 131-139 | LIQ  | Liquigas               |
| 141-149 | QST  | Quick Step             |
| 151-159 | RAB  | Rabobank               |
| 161-169 | SIL  | Silence-Lotto          |
| 171-179 | MRM  | Team Milram            |
| 181-189 | TCS  | Tinkoff Credit Systems |

## Dettagli delle tappe

### 1ª tappa
- 30 agosto: Granada > Granada – Cronometro a squadre – 7,7 km

Risultati
| Pos. | Squadra           | Tempo |
| ---- | ----------------- | ----- |
| 1    | Liquigas          | 8'21" |
| 2    | Euskaltel-Euskadi | a 8"  |
| 3    | Caisse d'Epargne  | a 9"  |

| Pos. | Corridore        | Squadra  | Tempo |
| ---- | ---------------- | -------- | ----- |
| 1    | Filippo Pozzato  | Liquigas | 8'21" |
| 2    | Valerio Agnoli   | Liquigas | s.t.  |
| 3    | Manuel Quinziato | Liquigas | s.t.  |

### 2ª tappa
- 31 agosto: Granada > Jaén – 167,3 km

Risultati
| Pos. | Corridore          | Squadra      | Tempo    |
| ---- | ------------------ | ------------ | -------- |
| 1    | Alejandro Valverde | C. d'Epargne | 4h23'00" |
| 2    | Davide Rebellin    | Gerolsteiner | a 2"     |
| 3    | Alessandro Ballan  | Lampre       | s.t.     |

| Pos. | Corridore          | Squadra      | Tempo    |
| ---- | ------------------ | ------------ | -------- |
| 1    | Alejandro Valverde | C. d'Epargne | 4h31'10" |
| 2    | Filippo Pozzato    | Liquigas     | a 13"    |
| 3    | Daniele Bennati    | Liquigas     | s.t.     |

### 3ª tappa
- 1º settembre: Jaén > Cordova – 168,6 km

Risultati
| Pos. | Corridore       | Squadra     | Tempo    |
| ---- | --------------- | ----------- | -------- |
| 1    | Tom Boonen      | Quick Step  | 4h25'24" |
| 2    | Daniele Bennati | Liquigas    | s.t.     |
| 3    | Erik Zabel      | Team Milram | s.t.     |

| Pos. | Corridore          | Squadra      | Tempo    |
| ---- | ------------------ | ------------ | -------- |
| 1    | Daniele Bennati    | Liquigas     | 8h56'27" |
| 2    | Alejandro Valverde | C. d'Epargne | a 7"     |
| 3    | Tom Boonen         | Quick Step   | a 10"    |

### 4ª tappa
- 2 settembre: Cordova > Puertollano – 170,3 km

Risultati
| Pos. | Corridore       | Squadra    | Tempo    |
| ---- | --------------- | ---------- | -------- |
| 1    | Daniele Bennati | Liquigas   | 4h27'54" |
| 2    | Tom Boonen      | Quick Step | s.t.     |
| 3    | Koldo Fernández | Euskaltel  | s.t.     |

| Pos. | Corridore          | Squadra      | Tempo     |
| ---- | ------------------ | ------------ | --------- |
| 1    | Daniele Bennati    | Liquigas     | 13h23'57" |
| 2    | Tom Boonen         | Quick Step   | a 22"     |
| 3    | Alejandro Valverde | C. d'Epargne | a 48"     |

### 5ª tappa
- 3 settembre: Ciudad Real > Ciudad Real – Cronometro individuale – 42,5 km

Risultati
| Pos. | Corridore        | Squadra  | Tempo  |
| ---- | ---------------- | -------- | ------ |
| 1    | Levi Leipheimer  | Astana   | 50'57" |
| 2    | Sylvain Chavanel | Cofidis  | a 12"  |
| 3    | Manuel Quinziato | Liquigas | a 33"  |

| Pos. | Corridore          | Squadra      | Tempo     |
| ---- | ------------------ | ------------ | --------- |
| 1    | Levi Leipheimer    | Astana       | 14h16'11" |
| 2    | Sylvain Chavanel   | Cofidis      | a 2"      |
| 3    | Alejandro Valverde | C. d'Epargne | a 30"     |

### 6ª tappa
- 4 settembre: Ciudad Real > Toledo - 150,1 km

Risultati
| Pos. | Corridore          | Squadra      | Tempo    |
| ---- | ------------------ | ------------ | -------- |
| 1    | Paolo Bettini      | Quick Step   | 3h19'28" |
| 2    | Philippe Gilbert   | F. des Jeux  | s.t.     |
| 3    | Alejandro Valverde | C. d'Epargne | s.t.     |

| Pos. | Corridore          | Squadra      | Tempo     |
| ---- | ------------------ | ------------ | --------- |
| 1    | Sylvain Chavanel   | Cofidis      | 17h35'35" |
| 2    | Levi Leipheimer    | Astana       | a 10"     |
| 3    | Alejandro Valverde | C. d'Epargne | a 26"     |

### 7ª tappa
- 6 settembre: Barbastro > Andorra (Andorra) – 223,2 km

Risultati
| Pos. | Corridore         | Squadra      | Tempo    |
| ---- | ----------------- | ------------ | -------- |
| 1    | Alessandro Ballan | Lampre       | 6h15'51" |
| 2    | Ezequiel Mosquera | Xac. Galicia | a 2'42"  |
| 3    | Alberto Contador  | Astana       | a 2'45"  |

| Pos. | Corridore         | Squadra | Tempo     |
| ---- | ----------------- | ------- | --------- |
| 1    | Alessandro Ballan | Lampre  | 23h53'26" |
| 2    | Levi Leipheimer   | Astana  | a 1'00"   |
| 3    | Sylvain Chavanel  | Cofidis | a 1'21"   |

### 8ª tappa
- 7 settembre: Andorra (Andorra) > Salardú/Naut Aran/Pla de Beret – 151 km

Risultati
| Pos. | Corridore          | Squadra      | Tempo    |
| ---- | ------------------ | ------------ | -------- |
| 1    | David Moncoutié    | Cofidis      | 4h24'58" |
| 2    | Alejandro Valverde | C. d'Epargne | a 34"    |
| 3    | Alberto Contador   | Astana       | s.t.     |

| Pos. | Corridore          | Squadra      | Tempo     |
| ---- | ------------------ | ------------ | --------- |
| 1    | Levi Leipheimer    | Astana       | 28h20'03" |
| 2    | Alberto Contador   | Astana       | a 21"     |
| 3    | Alejandro Valverde | C. d'Epargne | a 49"     |

### 9ª tappa
- 8 settembre: Vielha e Mijaran > Sabiñánigo - 200,8 km

Risultati
| Pos. | Corridore           | Squadra      | Tempo    |
| ---- | ------------------- | ------------ | -------- |
| 1    | Greg Van Avermaet   | Silence      | 4h57'22" |
| 2    | Davide Rebellin     | Gerolsteiner | s.t.     |
| 3    | Juan Antonio Flecha | Rabobank     | s.t.     |

| Pos. | Corridore        | Squadra   | Tempo     |
| ---- | ---------------- | --------- | --------- |
| 1    | Egoi Martínez    | Euskaltel | 33h23'56" |
| 2    | Levi Leipheimer  | Astana    | a 11"     |
| 3    | Alberto Contador | Astana    | a 32"     |

### 10ª tappa
- 9 settembre: Sabiñánigo > Saragozza – 151,3 km

Risultati
| Pos. | Corridore         | Squadra     | Tempo    |
| ---- | ----------------- | ----------- | -------- |
| 1    | Sébastien Hinault | Crédit Agr. | 3h22'21" |
| 2    | Lloyd Mondory     | AG2R        | s.t.     |
| 3    | Greg Van Avermaet | Silence     | s.t.     |

| Pos. | Corridore        | Squadra   | Tempo     |
| ---- | ---------------- | --------- | --------- |
| 1    | Egoi Martínez    | Euskaltel | 36h46'17" |
| 2    | Levi Leipheimer  | Astana    | a 11"     |
| 3    | Alberto Contador | Astana    | a 32"     |

### 11ª tappa
- 10 settembre: Calahorra > Burgos – 178 km

Risultati
| Pos. | Corridore       | Squadra    | Tempo    |
| ---- | --------------- | ---------- | -------- |
| 1    | Óscar Freire    | Rabobank   | 4h19'28" |
| 2    | Tom Boonen      | Quick Step | s.t.     |
| 3    | Juan José Haedo | CSC-Saxo   | s.t.     |

| Pos. | Corridore        | Squadra   | Tempo     |
| ---- | ---------------- | --------- | --------- |
| 1    | Egoi Martínez    | Euskaltel | 41h05'45" |
| 2    | Levi Leipheimer  | Astana    | a 11"     |
| 3    | Alberto Contador | Astana    | a 32"     |

### 12ª tappa
- 11 settembre: Burgos > Suances – 186,4 km

Risultati
| Pos. | Corridore       | Squadra      | Tempo    |
| ---- | --------------- | ------------ | -------- |
| 1    | Paolo Bettini   | Quick Step   | 4h42'44" |
| 2    | Davide Rebellin | Gerolsteiner | a 1"     |
| 3    | Damiano Cunego  | Lampre       | s.t.     |

| Pos. | Corridore        | Squadra   | Tempo     |
| ---- | ---------------- | --------- | --------- |
| 1    | Egoi Martínez    | Euskaltel | 45h48'33" |
| 2    | Levi Leipheimer  | Astana    | a 11"     |
| 3    | Alberto Contador | Astana    | a 32"     |

### 13ª tappa
- 13 settembre: San Vicente de la Barquera > Alto de El Angliru – 209,5 km

Risultati
| Pos. | Corridore          | Squadra      | Tempo    |
| ---- | ------------------ | ------------ | -------- |
| 1    | Alberto Contador   | Astana       | 5h52'35" |
| 2    | Alejandro Valverde | C. d'Epargne | a 42"    |
| 3    | Joaquim Rodríguez  | C. d'Epargne | a 58"    |

| Pos. | Corridore        | Squadra  | Tempo     |
| ---- | ---------------- | -------- | --------- |
| 1    | Alberto Contador | Astana   | 51h41'17" |
| 2    | Levi Leipheimer  | Astana   | a 1'07"   |
| 3    | Carlos Sastre    | CSC-Saxo | a 3'01"   |

### 14ª tappa
- 14 settembre: Oviedo > Estación de Esquí Fuentes de Invierno – 158,4 km

Risultati
| Pos. | Corridore         | Squadra      | Tempo     |
| ---- | ----------------- | ------------ | --------- |
| 1    | Alberto Contador  | Astana       | 51h41'17" |
| 2    | Levi Leipheimer   | Astana       | a 2"      |
| 3    | Ezequiel Mosquera | Xac. Galicia | a 4"      |

| Pos. | Corridore        | Squadra  | Tempo     |
| ---- | ---------------- | -------- | --------- |
| 1    | Alberto Contador | Astana   | 55h56'58" |
| 2    | Levi Leipheimer  | Astana   | a 1'17"   |
| 3    | Carlos Sastre    | CSC-Saxo | a 3'41"   |

### 15ª tappa
- 15 settembre: Cudillero > Ponferrada – 202 km

Risultati
| Pos. | Corridore           | Squadra      | Tempo    |
| ---- | ------------------- | ------------ | -------- |
| 1    | David García Dapena | Xac. Galicia | 5h02'27" |
| 2    | Nick Nuyens         | Cofidis      | a 17"    |
| 3    | Juan Manuel Gárate  | Quick Step   | s.t.     |

| Pos. | Corridore        | Squadra  | Tempo     |
| ---- | ---------------- | -------- | --------- |
| 1    | Alberto Contador | Astana   | 61h13'48" |
| 2    | Levi Leipheimer  | Astana   | a 1'17"   |
| 3    | Carlos Sastre    | CSC-Saxo | a 3'41"   |

### 16ª tappa
- 16 settembre: Ponferrada > Zamora – 186,3 km

Risultati
| Pos. | Corridore         | Squadra      | Tempo    |
| ---- | ----------------- | ------------ | -------- |
| 1    | Tom Boonen        | Quick Step   | 5h21'16" |
| 2    | Filippo Pozzato   | Liquigas     | s.t.     |
| 3    | Heinrich Haussler | Gerolsteiner | s.t.     |

| Pos. | Corridore        | Squadra  | Tempo     |
| ---- | ---------------- | -------- | --------- |
| 1    | Alberto Contador | Astana   | 66h35'04" |
| 2    | Levi Leipheimer  | Astana   | a 1'17"   |
| 3    | Carlos Sastre    | CSC-Saxo | a 3'41"   |

### 17ª tappa
- 17 settembre: Zamora > Valladolid – 148,2 km

Risultati
| Pos. | Corridore       | Squadra    | Tempo    |
| ---- | --------------- | ---------- | -------- |
| 1    | Wouter Weylandt | Quick Step | 3h18'48" |
| 2    | Matti Breschel  | CSC-Saxo   | s.t.     |
| 3    | Aljaksandr Usaŭ | AG2R       | s.t.     |

| Pos. | Corridore        | Squadra  | Tempo     |
| ---- | ---------------- | -------- | --------- |
| 1    | Alberto Contador | Astana   | 69h53'52" |
| 2    | Levi Leipheimer  | Astana   | a 1'17"   |
| 3    | Carlos Sastre    | CSC-Saxo | a 3'41"   |

### 18ª tappa
- 18 settembre: Valladolid > Las Rozas – 167,4 km

Risultati
| Pos. | Corridore     | Squadra      | Tempo    |
| ---- | ------------- | ------------ | -------- |
| 1    | Imanol Erviti | C. d'Epargne | 3h53'17" |
| 2    | Nicolas Roche | Crédit Agr.  | s.t.     |
| 3    | David Herrero | Xac. Galicia | a 1"     |

| Pos. | Corridore        | Squadra  | Tempo     |
| ---- | ---------------- | -------- | --------- |
| 1    | Alberto Contador | Astana   | 73h54'38" |
| 2    | Levi Leipheimer  | Astana   | a 1'17"   |
| 3    | Carlos Sastre    | CSC-Saxo | a 3'41"   |

### 19ª tappa
- 19 settembre: Las Rozas > Segovia – 145,5 km

Risultati
| Pos. | Corridore       | Squadra      | Tempo    |
| ---- | --------------- | ------------ | -------- |
| 1    | David Arroyo    | C. d'Epargne | 3h27'03" |
| 2    | Vasil' Kiryenka | Tinkoff      | a 5"     |
| 3    | Nick Nuyens     | Cofidis      | a 11"    |

| Pos. | Corridore        | Squadra  | Tempo     |
| ---- | ---------------- | -------- | --------- |
| 1    | Alberto Contador | Astana   | 77h21'52" |
| 2    | Levi Leipheimer  | Astana   | a 1'17"   |
| 3    | Carlos Sastre    | CSC-Saxo | a 3'41"   |

### 20ª tappa
- 20 settembre: La Granja de San Ildefonso > Alto de Navacerrada – Cronometro individuale – 17,1 km

Risultati
| Pos. | Corridore          | Squadra      | Tempo  |
| ---- | ------------------ | ------------ | ------ |
| 1    | Levi Leipheimer    | Astana       | 33'06" |
| 2    | Alberto Contador   | Astana       | a 31"  |
| 3    | Alejandro Valverde | C. d'Epargne | s.t.   |

| Pos. | Corridore        | Squadra  | Tempo     |
| ---- | ---------------- | -------- | --------- |
| 1    | Alberto Contador | Astana   | 77h55'29" |
| 2    | Levi Leipheimer  | Astana   | a 46"     |
| 3    | Carlos Sastre    | CSC-Saxo | a 4'12"   |

### 21ª tappa
- 21 settembre: San Sebastián de los Reyes > Madrid – 102,2 km

Risultati
| Pos. | Corridore       | Squadra    | Tempo    |
| ---- | --------------- | ---------- | -------- |
| 1    | Matti Breschel  | CSC-Saxo   | 2h44'39" |
| 2    | Aljaksandr Usaŭ | AG2R       | s.t.     |
| 3    | Davide Viganò   | Quick Step | s.t.     |

| Pos. | Corridore        | Squadra  | Tempo     |
| ---- | ---------------- | -------- | --------- |
| 1    | Alberto Contador | Astana   | 80h40'08" |
| 2    | Levi Leipheimer  | Astana   | a 46"     |
| 3    | Carlos Sastre    | CSC-Saxo | a 4'12"   |

## Evoluzione delle classifiche
| Tappa              | Vincitore           | Classifica generale Maglia oro | Classifica a punti Maglia azzurra | Classifica scalatori Maglia arancione | Classifica combinata Maglia bianca | Classifica a squadre |
| ------------------ | ------------------- | ------------------------------ | --------------------------------- | ------------------------------------- | ---------------------------------- | -------------------- |
| 1ª                 | Liquigas            | Filippo Pozzato                | non assegnata                     | non assegnata                         | non assegnata                      | Liquigas             |
| 2ª                 | Alejandro Valverde  | Alejandro Valverde             | Alejandro Valverde                | Jesús Rosendo                         | Egoi Martínez                      | Caisse d'Epargne     |
| 3ª                 | Tom Boonen          | Daniele Bennati                | Alejandro Valverde                | Jesús Rosendo                         | Egoi Martínez                      | Caisse d'Epargne     |
| 4ª                 | Daniele Bennati)    | Daniele Bennati                | Daniele Bennati                   | Jesús Rosendo                         | Paolo Bettini                      | Quick Step           |
| 5ª                 | Levi Leipheimer     | Levi Leipheimer                | Daniele Bennati                   | Jesús Rosendo                         | Egoi Martínez                      | Astana               |
| 6ª                 | Paolo Bettini       | Sylvain Chavanel               | Daniele Bennati                   | Jesús Rosendo                         | Paolo Bettini                      | Astana               |
| 7ª                 | Alessandro Ballan   | Alessandro Ballan              | Daniele Bennati                   | Alessandro Ballan                     | Alessandro Ballan                  | Astana               |
| 8ª                 | David Moncoutié     | Levi Leipheimer                | Alejandro Valverde                | Alessandro Ballan                     | Alberto Contador                   | Astana               |
| 9ª                 | Greg Van Avermaet   | Egoi Martínez                  | Alejandro Valverde                | Alessandro Ballan                     | Alberto Contador                   | Astana               |
| 10ª                | Sébastien Hinault   | Egoi Martínez                  | Greg Van Avermaet                 | David Moncoutié                       | Alberto Contador                   | Caisse d'Epargne     |
| 11ª                | Óscar Freire)       | Egoi Martínez                  | Greg Van Avermaet                 | David Moncoutié                       | Alberto Contador                   | Caisse d'Epargne     |
| 12ª                | Paolo Bettini)      | Egoi Martínez                  | Greg Van Avermaet                 | David Moncoutié                       | Alberto Contador                   | Astana               |
| 13ª                | Alberto Contador    | Alberto Contador               | Greg Van Avermaet                 | David Moncoutié                       | Alberto Contador                   | Caisse d'Epargne     |
| 14ª                | Alberto Contador    | Alberto Contador               | Alberto Contador                  | David Moncoutié                       | Alberto Contador                   | Caisse d'Epargne     |
| 15ª                | David García Dapena | Alberto Contador               | Alberto Contador                  | David Moncoutié                       | Alberto Contador                   | Caisse d'Epargne     |
| 16ª                | Tom Boonen          | Alberto Contador               | Alberto Contador                  | David Moncoutié                       | Alberto Contador                   | Caisse d'Epargne     |
| 17ª                | Wouter Weylandt     | Alberto Contador               | Greg Van Avermaet                 | David Moncoutié                       | Alberto Contador                   | Caisse d'Epargne     |
| 18ª                | Imanol Erviti       | Alberto Contador               | Greg Van Avermaet                 | David Moncoutié                       | Alberto Contador                   | Caisse d'Epargne     |
| 19ª                | David Arroyo        | Alberto Contador               | Greg Van Avermaet                 | David Moncoutié                       | Alberto Contador                   | Caisse d'Epargne     |
| 20ª                | Levi Leipheimer     | Alberto Contador               | Greg Van Avermaet                 | David Moncoutié                       | Alberto Contador                   | Caisse d'Epargne     |
| 21ª                | Matti Breschel      | Alberto Contador               | Greg Van Avermaet                 | David Moncoutié                       | Alberto Contador                   | Caisse d'Epargne     |
| Classifiche finali | Classifiche finali  | Alberto Contador               | Greg Van Avermaet                 | David Moncoutié                       | Alberto Contador                   | Caisse d'Epargne     |

## Classifiche finali

### Classifica generale - Maglia oro
| Pos. | Corridore          | Squadra      | Tempo     |
| ---- | ------------------ | ------------ | --------- |
| 1    | Alberto Contador   | Astana       | 80h40'23" |
| 2    | Levi Leipheimer    | Astana       | a 46"     |
| 3    | Carlos Sastre      | CSC-Saxo     | a 4'12"   |
| 4    | Ezequiel Mosquera  | Xac. Galicia | a 5'19"   |
| 5    | Alejandro Valverde | C. d'Epargne | a 6'00"   |
| 6    | Joaquim Rodríguez  | C. d'Epargne | a 6'50"   |
| 7    | Robert Gesink      | Rabobank     | a 6'55"   |
| 8    | David Moncoutié    | Cofidis      | a 10'10"  |
| 9    | Egoi Martínez      | Euskaltel    | a 10'57"  |
| 10   | Marzio Bruseghin   | Lampre       | a 11'56"  |

### Classifica a punti - Maglia azzurra
| Pos. | Corridore          | Squadra      | Punti |
| ---- | ------------------ | ------------ | ----- |
| 1    | Greg Van Avermaet  | Silence      | 158   |
| 2    | Alberto Contador   | Astana       | 137   |
| 3    | Alejandro Valverde | C. d'Epargne | 129   |
| 4    | Levi Leipheimer    | Astana       | 113   |
| 5    | Koldo Fernández    | Euskaltel    | 88    |

### Classifica scalatori - Maglia arancione
| Pos. | Corridore          | Squadra         | Punti |
| ---- | ------------------ | --------------- | ----- |
| 1    | David Moncoutié    | Cofidis         | 143   |
| 2    | Christophe Kern    | Crédit Agricole | 106   |
| 3    | Alberto Contador   | Astana          | 99    |
| 4    | Juan Manuel Gárate | Quick Step      | 89    |
| 5    | Levi Leipheimer    | Astana          | 65    |

### Classifica combinata - Maglia bianca
| Pos. | Corridore          | Squadra      | Punti |
| ---- | ------------------ | ------------ | ----- |
| 1    | Alberto Contador   | Astana       | 6     |
| 2    | Levi Leipheimer    | Astana       | 11    |
| 3    | Alejandro Valverde | C. d'Epargne | 16    |
| 4    | Ezequiel Mosquera  | Xac. Galicia | 19    |
| 5    | David Moncoutié    | Cofidis      | 19    |

### Classifica squadre
| Pos. | Squadra            | Tempo      |
| ---- | ------------------ | ---------- |
| 1    | Caisse d'Epargne   | 241h20'38" |
| 2    | Euskaltel-Euskadi  | a 39'22"   |
| 3    | Team CSC-Saxo Bank | a 39'35"   |
| 4    | Astana             | a 42'01"   |
| 5    | Xacobeo Galicia    | a 51'31"   |